# Comment Wang-Fô fut sauvé
Pour l’article homonyme, voir Comment Wang-Fô fut sauvé (film, 1987).
Comment Wang-Fô fut sauvé est un conte de l'écrivaine française Marguerite Yourcenar publié  dans  la Revue de Paris en 1936 et repris dans le recueil Nouvelles orientales deux ans plus tard. L'histoire, qui se déroule dans la Chine médiévale, suit un vieux peintre et son disciple confrontés à la colère de l'empereur.

## Historique
Publiée pour la première fois dans la Revue de Paris en 1936, la nouvelle est reprise dans le recueil Nouvelles orientales en 1938 ; ce recueil est réédité en 1963 avec quelques corrections de style.

## Résumé
Dans la Chine du Moyen Âge, un vieux peintre du nom de Wang-Fô erre de village en village, vivant dans la misère mais dédaignant l'argent, avec pour seul compagnon, un disciple appelé Ling. Un jour où les deux dorment à même le sol dans une auberge, ils sont arrêtés par la milice et emmenés auprès de l'Empereur. Ce dernier a grandi enfermé et coupé du monde pendant les premières
années de sa vie en contemplant à chaque heure les toiles du vieux peintre. Quand il découvre le monde extérieur avec ses propres yeux à l'âge de 16 ans, il constate que
celui-ci n'est qu'un pâle reflet des toiles de Wang-Fô et en éprouve un vif ressentiment, car il se trouve incapable de l'aimer tel qu'il est.
L'empereur annonce donc au peintre qu'il aura les yeux brûlés et les mains coupées, mais qu'à l'instant du « dernier repas du condamné », il devra terminer une peinture commencée dans sa jeunesse restée inachevée. Le vieil homme s'exécute et se retrouve alors, par un étrange phénomène, à voguer sur les flots de sa propre toile accompagné de son disciple que l'empereur vient de mettre à mort, abandonnant le monde d'ici-bas, qui ne gardera d'eux qu'un peu « d'amertume marine ». « Wang-Fô et son disciple Ling disparurent à jamais sur cette mer de jade bleu que Wang-Fô venait d'inventer. »

## Source
L'histoire de Wang Daozi, qui a inspiré celle de Wang-Fô, est tirée de l'histoire de l'art chinois de Giles, qui la tient lui-même d'Anderson. La source est dans l'Ouvrage illustré de tous les trésors de Tachibana Morikuni. Mais avant l'histoire de l'art, c'est le taoïsme qui raconte la bibliographie du saint, dans une vie des immortels illustrée tardive.

## Analyse
Wang-Fô est le « sage » qui atteint la perfection esthétique, hors de l’ordre social et des possessions matérielles. Dans sa quête de « l’irréel », le peintre, en effet, inverse les idées reçues : pour peindre une femme, il prend comme modèle un homme et inversement. Il n'aime pas l'argent et préfère le troc, il échange volontiers ses œuvres contre une « ration de bouillie de millet », préférant la liberté créatrice à l’intégration sociale.
Ling possède des biens matériels, il est issu d'une riche famille ; il est comblé par la vie et va découvrir le dépassement spirituel. Ling, qui a compris l’art de son maître et a su le servir, sera sauvé : «ressuscité» par l’art, il aura droit, comme Wang-Fô, à l’immortalité.
À la fin de la nouvelle Wang-Fô et Ling entrent dans le tableau que Wang-Fô vient d'achever. C'est-à-dire que Ling est tué par les gardes de l'Empereur et rejoint Wang-Fô dans le tableau (fantastique). Ils s'enfuient tous les deux en barque, ne laissant derrière eux que la peinture désormais achevée de Wang-Fô. Ling porte autour du coup une écharpe rouge, signe de sa récente décapitation.

## Adaptation
La nouvelle a été adaptée sous la forme d'un court métrage d'animation du même nom par René Laloux, sur des dessins de Caza, en 1987.